# 야마네 도와
야마네 도와(일본어: 山根 永遠, 1999년 2월 5일~)는 일본의 축구 선수이다.

## 구단 경력
그는 2017년 J1리그의 세레소 오사카에 입단했다. 2019년 6월 J2리그의 츠바이겐 가나자와로 이적했다. 2020년까지 38경기에 출전하여, 7득점을 넣었다. 2021년부터 2022년까지 미토 홀리호크와 더스파구사쓰 군마에서 뛰었다. 2022년 8월 요코하마 FC로 이적했다.